# Ника (кинопремия, 2007)
20-я церемония вручения наград национальной кинематографической премии «Ника» за 2006 год состоялась 23 марта 2007 года в Центральном академическом театре Российской армии. Церемонию вели Татьяна Веденеева и Юлий Гусман.
Шести наград был удостоен фильм «Остров», режиссёра Павла Лунгина. По две награды получили картины «Эйфория» и «Андерсен. Жизнь без любви». Премия в номинации «Честь и достоинство» была вручена Эльдару Рязанову.

## Список лауреатов и номинантов
Количество наград / номинаций:
- 6/7: «Остров»
- 2/5: «Андерсен. Жизнь без любви»
- 1/5: «Изображая жертву»
- 2/4: «Эйфория»
- 1/4: «Живой»
- 0/4: «Свободное плавание»
- 0/3: «Парк советского периода»
- 1/2: «Многоточие»
- 0/2: «Мне не больно» / «Питер FM»
- 1/1: «Два в одном» / «Зощенко и Олеша: Двойной портрет в интерьере эпохи» / «Моя любовь»

### Основные категории
• Победители указаны первыми и выделены отдельным цветом. 
| Категории                           | Лауреаты и номинанты |
| ----------------------------------- | --- |
| Лучший игровой фильм                | • Остров (режиссёр: Павел Лунгин, продюсеры: Сергей Шумаков, Павел Лунгин, Ольга Васильева)                                             |
| Лучший игровой фильм                | • Андерсен. Жизнь без любви (режиссёр и продюсер: Эльдар Рязанов)                                                                       |
| Лучший игровой фильм                | • Живой (режиссёр: Александр Велединский, продюсер: Сергей Члиянц)                                                                      |
| Лучший игровой фильм                | • Изображая жертву (режиссёр: Кирилл Серебренников, продюсеры: Наталья Мокрицкая, Ульяна Савельева)                                     |
| Лучший игровой фильм                | • Свободное плавание (режиссёр: Борис Хлебников, продюсер: Роман Борисевич)                                                             |
| Лучший фильм стран СНГ и Балтии     | • Два в одном ( Украина, режиссёр: Кира Муратова), киностудия «Сота Синема Групп»                                                       |
| Лучший фильм стран СНГ и Балтии     | • Гетто / Vilniaus getas / Ghetto ( Литва, режиссёр: Аудрюс Юзенас)                                                                     |
| Лучший фильм стран СНГ и Балтии     | • Записки путевого обходчика ( Казахстан, режиссёр: Жанабек Жетиуров)                                                                   |
| Лучший фильм стран СНГ и Балтии     | • Сыт по горло (Надоело!) / Kõrini! ( Эстония, режиссёр: Пеэтер Симм)                                                                   |
| Лучший фильм стран СНГ и Балтии     | • Три девушки ( Азербайджан, режиссёр: Мурад Ибрагимбеков)                                                                              |
| Лучший неигровой фильм              | • Зощенко и Олеша: Двойной портрет в интерьере эпохи (режиссёр: Евгений Цымбал)                                                         |
| Лучший неигровой фильм              | • Арбатский романс (режиссёр: Владислав Виноградов)                                                                                     |
| Лучший неигровой фильм              | • Лиза (режиссёр: Павел Фаттахутдинов)                                                                                                  |
| Лучший анимационный фильм           | • Моя любовь (режиссёр: Александр Петров)                                                                                               |
| Лучший анимационный фильм           | • Жихарка (проект «Гора самоцветов») (режиссёр: Олег Ужинов)                                                                            |
| Лучший анимационный фильм           | • цикл «Колыбельные мира» (Русская, Чукотская, Еврейская, Японская, Украинская и Армянская колыбельные) (режиссёр: Елизавета Скворцова) |
| Лучшая режиссёрская работа          | • Павел Лунгин за фильм «Остров» |
| Лучшая режиссёрская работа          | • Александр Велединский — «Живой» |
| Лучшая режиссёрская работа          | • Борис Хлебников — «Свободное плавание»                                                                                                |
| Лучшая сценарная работа             | • Игорь Порублев при участии Александра Велединского — «Живой»                                                                          |
| Лучшая сценарная работа             | • Ираклий Квирикадзе и Эльдар Рязанов — «Андерсен. Жизнь без любви»                                                                     |
| Лучшая сценарная работа             | • Александр Родионов и Борис Хлебников — «Свободное плавание»                                                                           |
| Лучшая мужская роль                 | • Пётр Мамонов — «Остров» (за роль отца Анатолия)                                                                                       |
| Лучшая мужская роль                 | • Виталий Хаев — «Изображая жертву» (за роль капитана)                                                                                  |
| Лучшая мужская роль                 | • Андрей Чадов — «Живой» (за роль Кира)                                                                                                 |
| Лучшая женская роль                 | • Евгения Симонова — «Многоточие» (за роль Киры Георгиевны)                                                                             |
| Лучшая женская роль                 | • Полина Агуреева — «Эйфория» (за роль Веры)                                                                                            |
| Лучшая женская роль                 | • Рената Литвинова — «Мне не больно» (за роль Таты)                                                                                     |
| Лучшая мужская роль второго плана   | • Виктор Сухоруков — «Остров» (за роль отца Филарета)                                                                                   |
| Лучшая мужская роль второго плана   | • Михаил Ефремов — «Парк советского периода» (за роль товарища Роберта)                                                                 |
| Лучшая мужская роль второго плана   | • Андрей Краско (посмертно) — «Сволочи» (за роль кладовщика дяди Паши)                                                                  |
| Лучшая женская роль второго плана   | • Лия Ахеджакова — «Изображая жертву» (за роль работницы японского ресторана)                                                           |
| Лучшая женская роль второго плана   | • Анна Михалкова — «Изображая жертву» (за роль мл. лейтенанта Люды)                                                                     |
| Лучшая женская роль второго плана   | • Инга Стрелкова-Оболдина — «Мне не больно» (за роль Али)                                                                               |
| Лучшая музыка к фильму              | • Айдар Гайнуллин — «Эйфория» |
| Лучшая музыка к фильму              | • Максим Дунаевский — «Парк советского периода»                                                                                         |
| Лучшая музыка к фильму              | • Кирилл Пирогов — «Питер FM» |
| Лучшая музыка к фильму              | • Алексей Рыбников — «Андерсен. Жизнь без любви»                                                                                        |
| Лучшая операторская работа          | • Андрей Жегалов (посмертно) — «Остров»                                                                                                 |
| Лучшая операторская работа          | • Игорь Клебанов — «Заяц над бездной»                                                                                                   |
| Лучшая операторская работа          | • Андрей Найдёнов — «Эйфория» |
| Лучшая работа звукорежиссёра        | • Стефан Альбине, Владимир Литровник, Степан Богданов — «Остров»                                                                        |
| Лучшая работа звукорежиссёра        | • Максим Беловолов — «Свободное плавание»                                                                                               |
| Лучшая работа звукорежиссёра        | • Леонид Гавриченко — «Гадкие лебеди»                                                                                                   |
| Лучшая работа художника             | • Людмила Кусакова — «Андерсен. Жизнь без любви»                                                                                        |
| Лучшая работа художника             | • Ольга Кравченя — «Парк советского периода»                                                                                            |
| Лучшая работа художника             | • Игорь Коцарев, Александр Толкачёв — «Остров»                                                                                          |
| Лучшая работа художника по костюмам | • Наталья Иванова — «Андерсен. Жизнь без любви»                                                                                         |
| Лучшая работа художника по костюмам | • Ирина Гинно — «Многоточие» |
| Лучшая работа художника по костюмам | • Светлана Титова — «Волкодав из рода Серых Псов»                                                                                       |
| Открытие года                       | • Иван Вырыпаев (режиссёр) — «Эйфория»                                                                                                  |
| Открытие года                       | • Оксана Бычкова (режиссёр) — «Питер FM»                                                                                                |
| Открытие года                       | • Юрий Чурсин (мужская роль) — «Изображая жертву»                                                                                       |

### Специальные награды
| Приз «Честь и достоинство»                                          | • Эльдар Рязанов                  |
| «За выдающийся вклад в российский кинематограф»                     | • Фёдор Хитрук                    |
| «За вклад в кинематографические науки, критику и образование»       | • Александр Белоусов              |
| «За творческие достижения в искусстве телевизионного кинематографа» | • Юрий Грымов — «Казус Кукоцкого» |